# Troides magellanus
Troides magellanus är en fjärilsart som först beskrevs av Felder 1862.  Troides magellanus ingår i släktet Troides och familjen riddarfjärilar. Inga underarter finns listade i Catalogue of Life.

## Bildgalleri

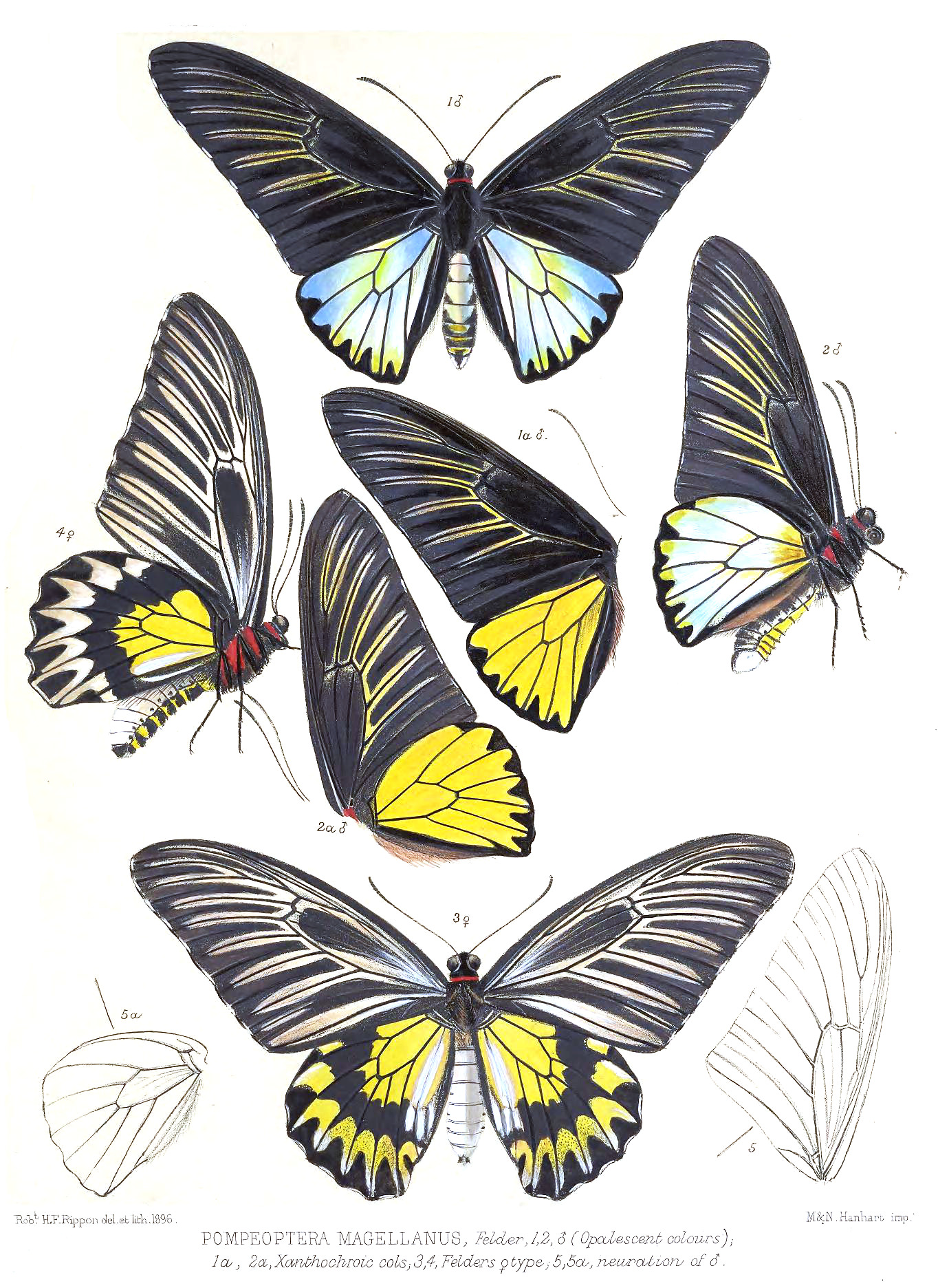
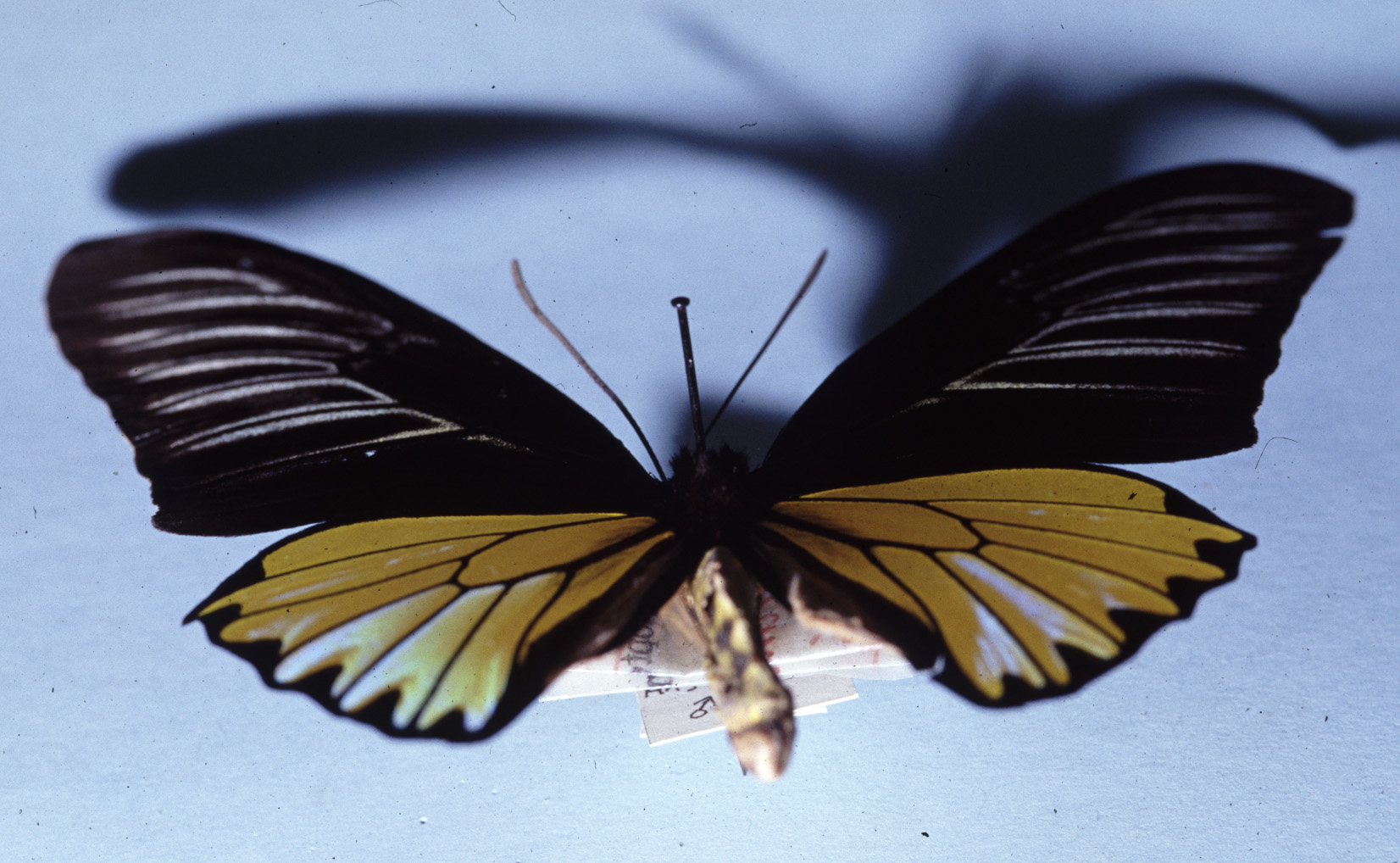
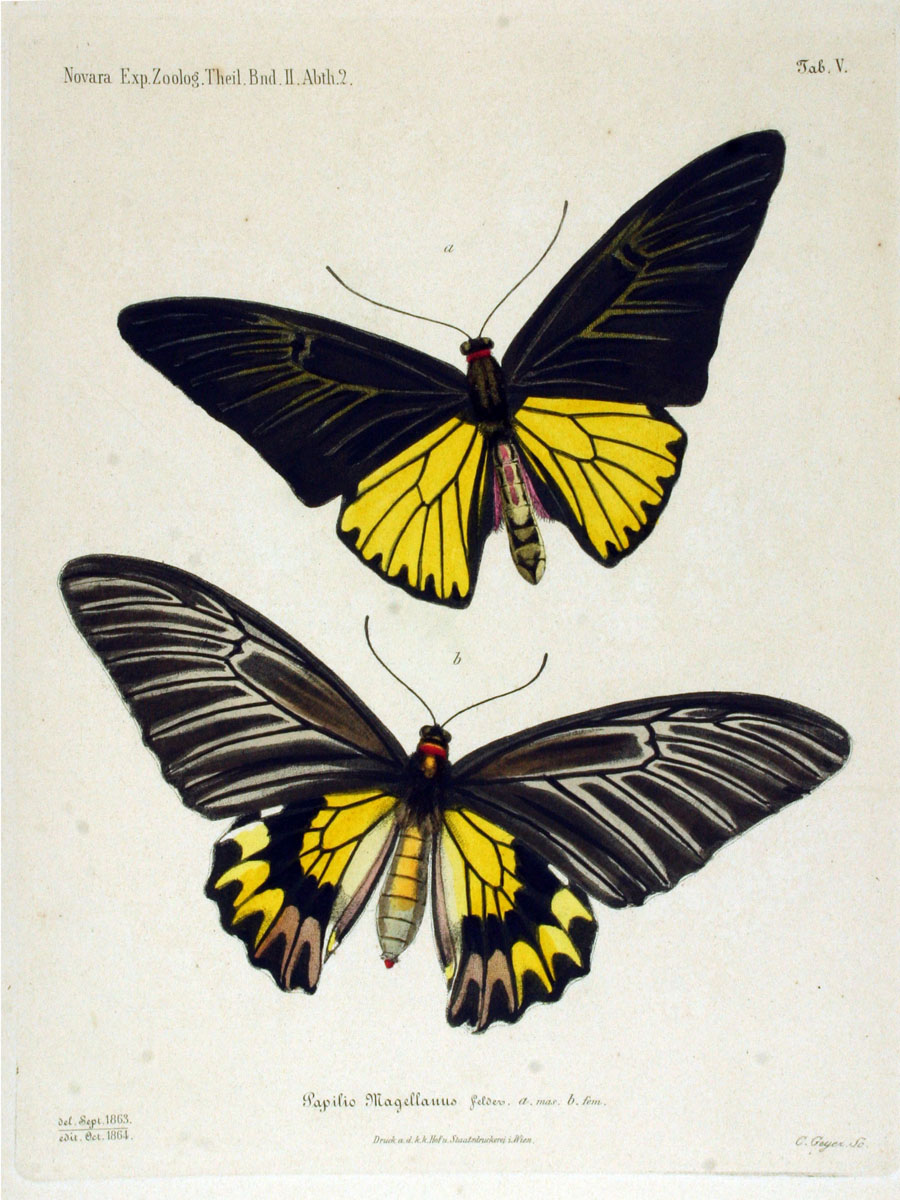
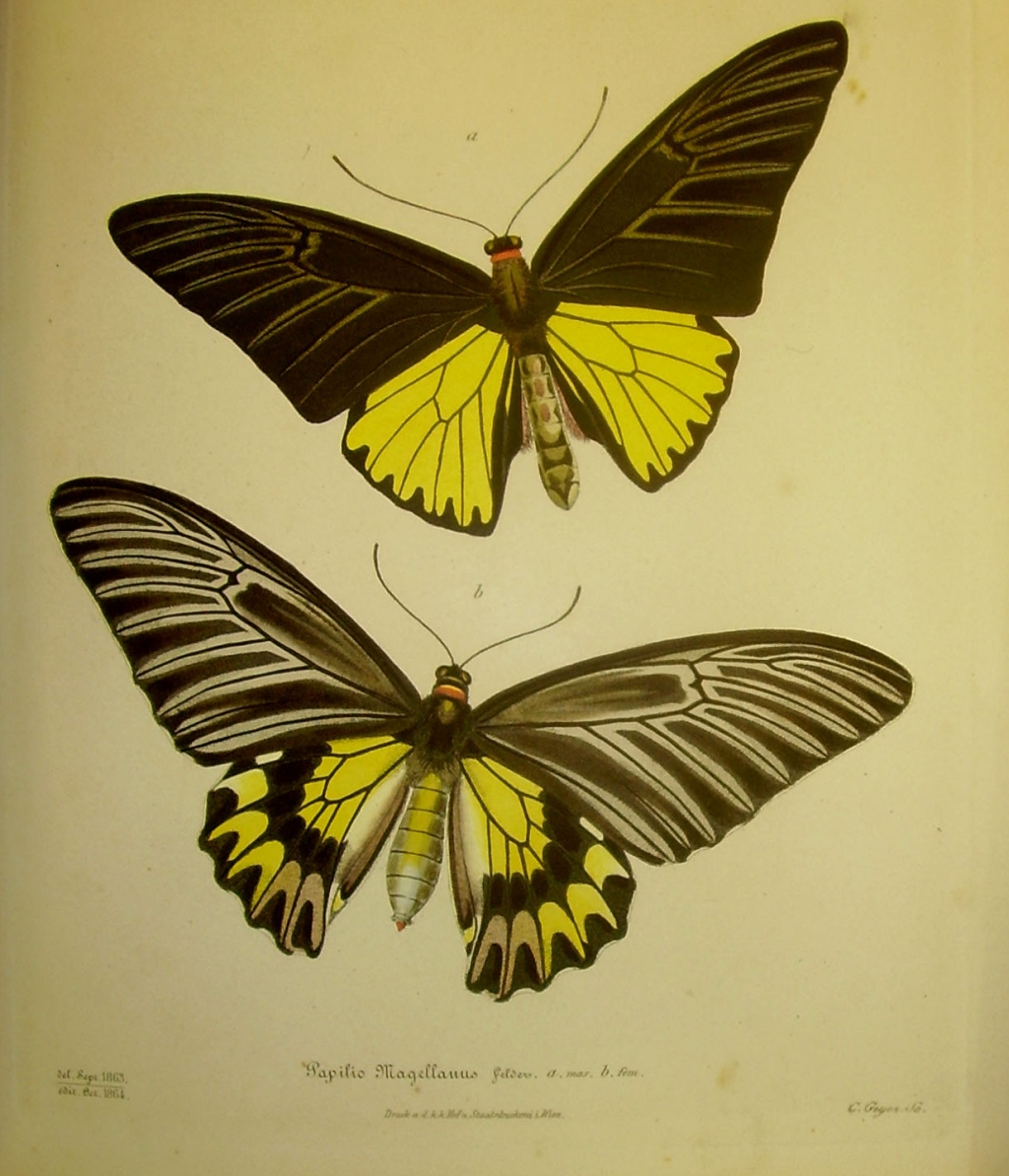